# Keorapetse Kgositsile
Keorapetse William Kgositsile (* 19. September 1938 in Johannesburg; † 3. Januar 2018) war ein südafrikanischer Poet und politischer Aktivist.

## Leben
Kgositsile machte seinen High School-Abschluss in Johannesburg und schrieb für die oppositionelle Zeitung New Age. In den 1960er- und 70er-Jahren war er ein maßgebliches Mitglied des ANC. 1961 ging er ins selbstgewählte Exil nach Daressalam.
Von 1962 bis 1975 lebte er im Exil in den USA, zuerst als Graduiertenstudent, später als Lehrer und Artist in Residence an verschiedenen Universitäten. In den 70er-Jahren lenkte er als zentrale Figur unter den afrikanisch-amerikanischen Poeten die Aufmerksamkeit auf Afrika und auf die Praxis der Poesie als Performancekunst. Als einer der ersten überwand er die Kluft zwischen afrikanischer Poesie und schwarzer Poesie in den USA und wurde so zu einem der bedeutendsten Poeten der Pan-Afrikanischen Bewegung.
1982 ging er zurück nach Tansania und unterrichtete an der University of Dar es Salaam Englisch. Ab 2001 lebte er in Johannesburg, 2006 war er Poet Laureate des Landes. 2008 erhielt er den Order of Ikhamanga in Silber.
Er war verheiratet mit Baleka Mbete. Sein Sohn ist Earl Sweatshirt, bekannt durch die Hip-Hop-Gruppe Odd Future Wolf Gang Kill Them All. Sein Grab liegt auf dem West Park Cemetery in Johannesburg.

## Werke
- For Melba (1970)
- My name is Afrika (1971)
- The present is a dangerous place to live (1974)
- Heartprints (1980), deutsch: Herzspuren. ISBN 3-922087-45-0
- When the clouds clear (1990)
- If I could sing (2002)
- This way I salute you (2004)